# Nach der Zukunft
Pour plus de détails, voir Fiche technique et Distribution.
Nach der Zukunft est un documentaire d'André Krummel, dont la première a eu lieu le 31 octobre 2017 au Festival international du film documentaire et du film d'animation de Leipzig DOK Leipzig.

## Synopsis
Ortwin Passon, militant homosexuel de gauche et bénévole de la Technisches Hilfswerk (littéralement «Agence fédérale pour le secours technique») évolue entre un monde bourgeois aux allures militaires et des sex parties sauvages.
Ortwin Passon rédige une thèse sur le Barebacking et sur les aspects juridiques et politiques des rapports anaux non protégés entre hommes en Allemagne. Le film est un discours sur la liberté de mouvement sans bornes et sa légitimation, et en même temps un psychogramme intime d'une personnalité complexe.

## Production
Le film a été réalisé par André Krummel, qui a également écrit le scénario du film avec Raphaela te Pass. La première du film a eu lieu le 31 octobre 2017 dans le cadre de DOK Leipzig.

## Réception critiques

### Critiques
Christian Eichler, du label allemand de radio internet et de podcasts Detektor.fm, estime qu'André Krummel dresse un portrait sensible abordant de nombreuses questions en suspens.
Le documentaire a reçu un accueil positif de la part du magazine en ligne Berliner Filmfestivals, qui a déclaré que le film restait «très proche» du protagoniste et apportait une «contribution importante à la discussion sur la moralité sexuelle et la perversion, c'est-à-dire sur le narratif de la normalité».

### Distinctions
DOK Leipzig 2017
- Nomination pour le «prix ver.di- pour l'humanité, la solidarité et l'équité/fair-play» (André Krummel)
- Nomination pour le prix d'encouragement. DEFA (André Krummel)
- Nomination pour le meilleur documentaire dans la compétition allemande des longs métrages documentaires et d'animation (André Krummel)
- Mention spéciale dans le concours allemand[1]